# Accel World
Accel World (jap. アクセル・ワールド Akuseru Wārudo) – seria light novel autorstwa Rekiego Kawahary. Jest ona wydawana nakładem ASCII Media Works w czasopiśmie Dengeki Bunko od 2009 roku.
Na jej podstawie powstała manga „Accel World”, ilustrowana przez Hiroyukiego Aigamo, ukazująca się w Dengeki Bunko Magazine od lipca 2011 roku. Do lipca 2016 ukazało się 7 tomów. Równolegle ukazywała się też manga „Axel World”, ilustrowana przez Ryuryū Akariego.
Wyprodukowano także 24-odcinkowe anime, zrealizowane przez studio Sunrise, które ukazywało się pomiędzy kwietniem a wrześniem 2012 roku. Reżyserią zajął się Masakazu Ohara, a scenariusz napisał Hiroyuki Yoshino. Na podstawie anime powstał także film pełnometrażowy, który mia premierę 23 lipca 2016.
Powstały także dwie powieści wizualne wyprodukowane przez Bandai Namco Entertainment na platformy PS3 i PSP. Pierwsza: „Accel World: Ginyoku no Kakusei” miała premierę 13 września 2012, a druga: „Accel World: Kasoku no Chōten” – 31 stycznia 2013.

## Fabuła
W 2040 roku, ludzie są w stanie manipulować swoimi zmysłami, dzięki technologii zwanej neurosynchronizacją. Główny bohater, Haruyuki Arita to uczeń z niską samooceną, którego hobby polega na przebywaniu w wirtualnym świecie, gdzie gra w squasha. Pewnego dnia zwraca na siebie uwagę Kuroyukihime, wiceprzewodniczącej samorządu uczniowskiego, która proponuje mu dołączenie do programu Brain Burst, który okazuje się być bijatyką opartą na rzeczywistości rozszerzonej.

## Obsada
Lista dubbingowanych postaci:
- Yūki Kaji – Haruyuki Arita
- Sachika Misawa – Kuroyukihime
- Shintarō Asanuma – Takumu Mayuzumi
- Aki Toyosaki – Chiyuri Kurashima
- Kana Ueda – Akira Himi
- Aya Endō – Fuuko Kurasaki

## Odbiór
W 2008 roku light novel wygrała główną nagrodę w 15. edycji Dengeki Novel Price (wydaną pod początkową nazwą „Kyōzetsu Kasoku Burst Linker”). Recenzenci polskojęzycznego serwisu tanuki.pl wystawili anime notę 7/10. Redakcja oceniła je na 6/10.